# Basseneville
 Basseneville  es una población y comuna francesa. 

## Localización
Está situada en la región de Baja Normandía, departamento de Calvados, en el distrito de Lisieux y cantón de Dozulé.

## Demografía
| 189 | 195 | 197 | 223 | 234 | 263 |
| Para los censos de 1962 a 1999 la población legal corresponde a la población sin duplicidades (Fuente: INSEE [Consultar]) |     |     |     |     |     |